# Кривокосский лиман
Кривокосский лиман — орнитологический заказник местного значения. Находится в Кальмиусском районе Донецкой области возле посёлка Седово. С 2014 года территория, на которой расположен лиман, оккупирована вооружёнными формированиями самопровозглашённой Донецкой Народной Республики. Статус заказника присвоен решением облисполкома № 155 от 11 марта 1981 года., № 319 от 16 сентября 1988 года. Площадь — 468,7 га. Представляет собой мелководный лиман, который является местом гнездования водно-болотных птиц, в том числе редких — кулик–ходулочник.
Кривокосский лиман входит в состав регионального ландшафтного парка «Меотида».